# Souto (Abrantes)
Souto é uma povoação portuguesa do Município de Abrantes, na província do Ribatejo, região do Oeste e Vale do Tejo e NUT3 do Médio Tejo, que foi sede da Freguesia de Souto, freguesia que tinha 13,09 km² de área e 418 habitantes (2011).

A Freguesia de Souto foi extinta devida a uma reorganização administrativa a nível nacional levada a cabo em 2013, tendo sido agregada à freguesia  de Aldeia do Mato para criar a nova freguesia de União de Freguesias de Aldeia do Mato e Souto.

## Localização
Localizada a norte do Município de Abrantes, Souto tem como vizinhos as localidades:
Norte:  Atalaia, Carrapatoso, Sentieiras, Fontes; Sul: Maxieira, Ribeira da Brunheta e Carregal;
Este: Carril, Sobral Basto e Carvalhal; Oeste: Bioucas e a Barragem de Castelo de Bode (do outro lado da qual se encontra o Município de Tomar)
A sede do Município Abrantes situa-se a sueste e Aldeia do Mato a sudoeste. 

## História
O nome advém provavelmente da existência de um souto, ou mata de castanheiros.
A ocupação Humana do território remonta a épocas ancestrais nomeadamente ao Calcolítico.
Esta localidade teve, outrora uma relativa importância militar que lhe foi reconhecida, primeiramente pelo General Conde de Lippe (1724-1777), que aqui estabeleceu uma das suas mais poderosas linhas de resistência ao invasor castelhano.
Souto adquiriu o estatuto de freguesia em 21 de Outubro de 1629. Foi extinta (agregada), em 2013, no âmbito de uma reforma administrativa nacional, tendo sido agregada à freguesia de Aldeia do Mato para formar uma nova freguesia denominada União das Freguesias de Aldeia do Mato e Souto.

## População
★ Com lugares desta freguesia foram criadas pelas leis n.º 132/52 e 133/85,  de 4 de Outubro de 1985, as freguesias de Fontes e Carvalhal, respectivamente

 Grupos etários em 2001 e 2011			

| Nº de habitantes | Nº de habitantes | Nº de habitantes | Nº de habitantes | Nº de habitantes | Nº de habitantes | Nº de habitantes | Nº de habitantes | Nº de habitantes | Nº de habitantes | Nº de habitantes | Nº de habitantes | Nº de habitantes | Nº de habitantes | Nº de habitantes | Nº de habitantes |
| ---------------- | ---------------- | ---------------- | ---------------- | ---------------- | ---------------- | ---------------- | ---------------- | ---------------- | ---------------- | ---------------- | ---------------- | ---------------- | ---------------- | ---------------- | ---------------- |
| 1864             | 1878             | 1890             | 1900             | 1911             | 1920             | 1930             | 1940             | 1950             | 1960             | 1970             | 1981             | 1991             | 2001             | 2011             |                  |
| 2184             | 2272             | 2748             | 3199             | 3654             | 3826             | 4081             | 4572             | 5167             | 5075             | 4500             | 3696             | 852              | 567              | 418              |                  |
|                  | +4%              | +21%             | +16%             | +14%             | +5%              | +7%              | +12%             | +13%             | -2%              | -11%             | -18%             | -77%             | -33%             | -26%             |                  |

|     | 0-14 anos | 15-24 anos | 25-64 anos | 65 e + anos |
| Hab | 55 \| 26  | 63 \| 29   | 264 \| 193 | 185 \| 170  |
| Var | -53%      | -54%       | -27%       | -8%         |

## Equipamentos
- Museu do Souto - inaugurado a 15 de agosto de 2015 nas instalações da Escola Primária do Souto[6]